# Myrtaceae
Myrtaceae (mirtacee) este o familie de plante dicotiledonate din ordinul Myrtales.